# فرودگاه پونتا کاتالینا
 فرودگاه پونتا کاتالینا  (کد فرودگاهی ایکائو:SCPX) یک فرورگاه عمومی در نزدیکی شهری به همین نام در کشور شیلی می‌باشد.